# 碱式亚磷酸铅
碱式亚磷酸铅是一种无机化合物，化学式经实验推测为Pb3O(OH)2(HPO3)。化合物中的磷酸根离子为它提供与该材料的应用有关的还原性质。
它被广泛用作含氯聚合物——尤其是聚氯乙烯——的稳定剂。已知存在其他铅的亚磷酸盐，包括亚磷酸铅正盐，PbHPO3，但是碱式盐特别有效。